# Kamājarī
Kamājarī (persiska: کماجری) är en ort i Iran.   Den ligger i provinsen Östazarbaijan, i den nordvästra delen av landet, 500 km väster om huvudstaden Teheran. Kamājarī ligger 1 727 meter över havet och antalet invånare är 185.
Terrängen runt Kamājarī är kuperad västerut, men österut är den platt.Runt Kamājarī är det ganska glesbefolkat, med 22 invånare per kvadratkilometer. Närmaste större samhälle är Şeyd Beyg, 7,1 km norr om Kamājarī. Trakten runt Kamājarī består i huvudsak av gräsmarker.